# Ihre letzte Chance
Ihre letzte Chance ist ein US-amerikanisches Liebes-Drama aus dem Jahr 1983. Der Film hatte seine Weltpremiere am 21. Januar 1983 in New York City.

## Handlung
Das Drama Ihre letzte Chance handelt von der angehenden Fotografin Mary Ann Taylor, die in einer konservativen Kleinstadt im Südwesten der USA versucht Unabhängigkeit zu erlangen. Der Film zeigt, wie sie sich von ihrer Familie und ihrem Umfeld löst und schließlich ihr Stipendium zum Studium in Los Angeles annimmt.
Sie muss ihre krebskranke Mutter Clara verlassen sowie ihren Vater Sam, der zwar still wirkt, seine Tochter jedoch immer unterstützt hat. Mary Anns Freund Jack möchte sie zunächst nicht gehen lassen, erkennt jedoch später, dass er ihrem Glück nicht im Weg stehen will. Jacks Schwester Nancy, die von ihrem Ehemann Les missbraucht wird, ist ebenfalls nicht sonderlich begeistert, dass Mary die Stadt verlassen will.
In Los Angeles entwickelt sich für Mary Ann alles zum Guten, als ihr Freund Jack zu ihr zieht und ihr so seinen guten Willen für eine dauerhafte Beziehung zeigt.

## Kritiken
Diane Christine Raymond schreibt, der Film erreiche einen guten Ausgleich zwischen Familie, Sexualität, Arbeit und dem Streben nach einem kreativen und erfüllten Leben.

## Hintergrund
Die Dreharbeiten fanden in Anson im US-Bundesstaat Texas statt. Der Film ist auch unter den Titeln Follow Your Dreams sowie Love, Honour and Obey bekannt.